# Sandstorm
Sandstorm – utwór instrumentalny z 1999 roku nagrany przez fińskiego DJ-a i producenta Darude. Kompozycja została wydana na singlu, który promował album Before the Storm (2000).

## Lista utworów
- CD maxi-singel (24 sierpnia 2000)[1]

1. „Sandstorm” (Radio Edit) – 3:45
2. „Sandstorm” (Original Mix) – 7:21
3. „Sandstorm” (Ariel’s Remix) – 6:39
4. „Sandstorm” (Terpischord Remix) – 7:01
5. „Sandstorm” (JS 16 Remix) – 7:24

## Produkcja
Utwór został wyprodukowany i zmiksowany przez JS16 w JS16 Studios. Masteringu dokonał Pauli Saastamoinen w Finnvox.

## Teledysk
Teledysk do utworu został wyreżyserowany przez Juuso Syrjä i był kręcony w Helsinkach.

## Pozycje na listach i sprzedaż
| Kraj              | Lista (1999–2001)      | Najwyższa pozycja | Certyfikat | Sprzedaż |
| ----------------- | ---------------------- | ----------------- | ---------- | -------- |
| Norwegia          | Top 20 Singles         | 1                 | –          |          |
| Kanada            | Canadian Singles Chart | 1                 | –          |          |
| Finlandia         | Top 20 Singles         | 3                 | platyna    | 13 025   |
| Irlandia          | Top 50 Singles         | 3                 | –          |          |
| Wielka Brytania   | Singles Top 200        | 3                 | platyna    |          |
| Szwecja           | Top 60 Singles         | 6                 | złoto      |          |
| Niemcy            | Top 100 Singles        | 6                 | złoto      |          |
| Holandia          | Single Top 100         | 8                 | –          |          |
| Szwajcaria        | Singles Top 100        | 8                 | –          |          |
| Austria           | Singles Top 40         | 13                | –          |          |
| Hiszpania         | Top 20 Singles         | 13                | –          |          |
| Belgia (Flandria) | Ultratop 50 Singles    | 14                | –          |          |
| Francja           | Top 100 Singles        | 14                | –          |          |
| Belgia (Walonia)  | Ultratop 40 Singles    | 36                | –          |          |
| Australia         | Top 50 Singles         | 40                | –          |          |
| Włochy            | Top 100 Singles        | 49                | –          |          |
| Stany Zjednoczone | Hot 100                | 83                | złoto      |          |